# Nanteuil-Notre-Dame
Nanteuil-Notre-Dame település Franciaországban, Aisne megyében. Lakosainak száma 83 fő (2022. január 1.). Nanteuil-Notre-Dame Armentières-sur-Ourcq, Bruyères-sur-Fère, Coincy és Oulchy-le-Château községekkel határos.

## Népesség
A település népességének változása:
| Lakosok száma | 71   | 51   | 76   | 73   | 63   | 62   | 62   | 70   | 74   | 83   |
|               | 1968 | 1982 | 1990 | 2006 | 2013 | 2015 | 2017 | 2019 | 2020 | 2022 |